# Götzenstein
Der Götzenstein ist ein 521,9 m ü. NHN hoher bewaldeter Berg im Odenwald in der Gemarkung Löhrbach, einem Ortsteil von Birkenau im südhessischen Landkreis Bergstraße, etwa 1,6 km nordwestlich von Abtsteinach.
Im Bereich des Gipfels befindet sich eine Gruppe von natürlichen Felsblöcken aus Granodiorit, die ihre Formen durch Wollsackverwitterung erhalten haben. Sie ist als Naturdenkmal geschützt. Da der Gipfelbereich künstlich abgeflacht zu sein scheint, soll sich hier laut einer Informationstafel eine Kultstätte aus keltischer oder germanischer Zeit befunden haben. Archäologische Funde, die die Abflachung datieren oder die Deutung als Kultplatz bestätigen ließen, sind jedoch nicht bekannt. Außerdem soll hier der fränkische Stammesführer Dietbert weiter den alten Göttern gehuldigt haben, nachdem Chlodwig I. um das Jahr 500 zum Christentum übergetreten war. Der Name Götzenstein ist erst seit dem 19. Jahrhundert belegt.

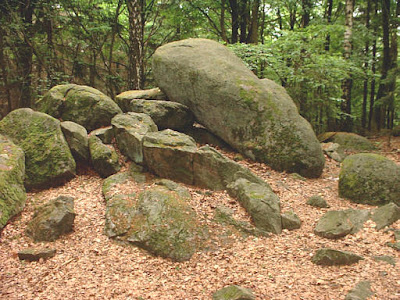
Die Felsformation auf dem Götzenstein
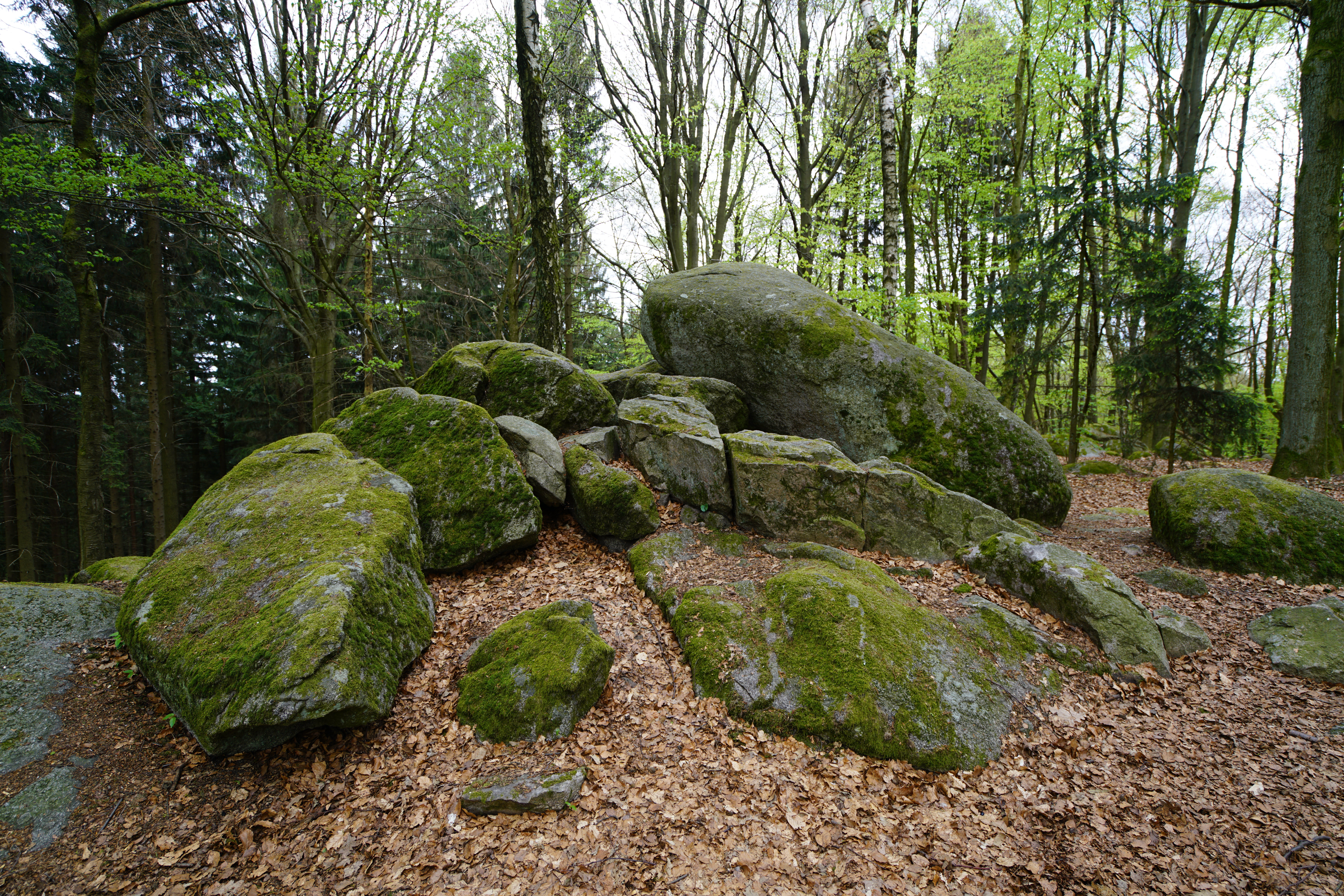
Götzenstein Granitformation
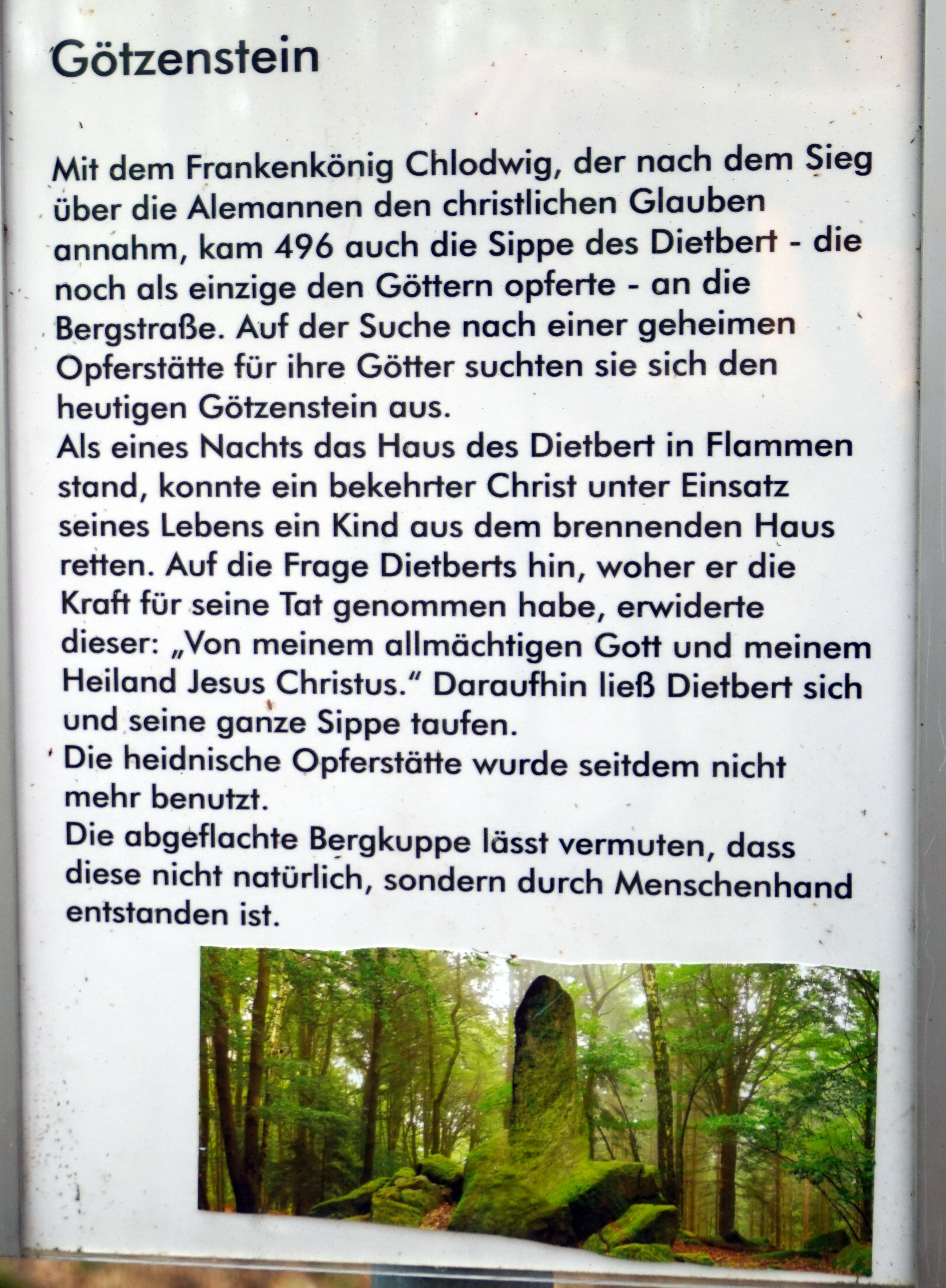
Götzenstein Hinweistafel